# Anzani 10-cilindros
O Anzani 10 foi um motor radial a pistão aeronáutico refrigerado a ar fabricado em 1913 pelo construtor francês Anzani. Este motor equipou várias aeronaves experimentais e depois as versões de produção do Caudron G.3 uma aeronave de reconhecimento aéreo, e também a versão de treino/bombardeiro Caudron G.4, também equipou a primeira produção do Cessna no Cessna Model AA.

## Design e desenvolvimento
Na primeira década do século 20 o construtor Anzani desenvolveu seu motor de três cilindros em "W" vertical de motocicletas, que equipou a aeronave em que Louis Blériot utilizou para cruzar o Canal da Mancha em 1909, com um motor radial simétrico ou em "Y", e a partir deste desenvolveu outro radial de seis cilindros em duas linhas.
Por volta de 1912 Anzani apresentou o novo motor, o Anzani 10 de 10 cilindros refrigerado a ar igual a seus motores anteriores, que, como em outros motores Anzani possuía cilindros com tamanhos diferentes. Foi uma das mais potentes versões produzidas com 110 hp (82,0 kW) de 12,1 litros,  teve uma versão construída no Reino Unido que atingiu os 125 hp (93,2 kW) de potência e uma versão menor com deslocamento de 8,27 l (0,292 ft³) desenvolvendo 80 hp (59,7 kW).

## História Operacional
Um motor Anzani 10 foi testado pelos britânicos no Royal Aircraft Establishment em 1914. Pequenas quantidades de aviões foram montados com o motor, notavelmente o Caudron G.3 e o Caudron G.4. Os primeiros modelos do Cessna Model A foram construídos com o motor Anzani 10.

## Aplicações
- Avro 504 K G-EBWO[5]
- Blackburn Type I 1915
- Blackburn White Falcon 1915
- Blackburn Sidecar 1921
- Breda-Pensuti B.2
- Caudron Tipo F
- Caudron G.3 1914
- Caudron G.4 1915
- Central Centaur IV 1919
- Curtiss H-4
- Felixstowe F.1
- Handley Page Type G 1913
- Huff-Daland HD-1B
- Huff-Daland HD-4
- Huff-Daland HD-9A
- Huff-Daland TA-2
- London and Provincial Fuselage Biplane[6]
- Sopwith Grasshopper
- Sopwith Greek Pusher
- Timm Collegiate
- Vickers F.B. 12C 1917